# Julio García de la Peña Oller

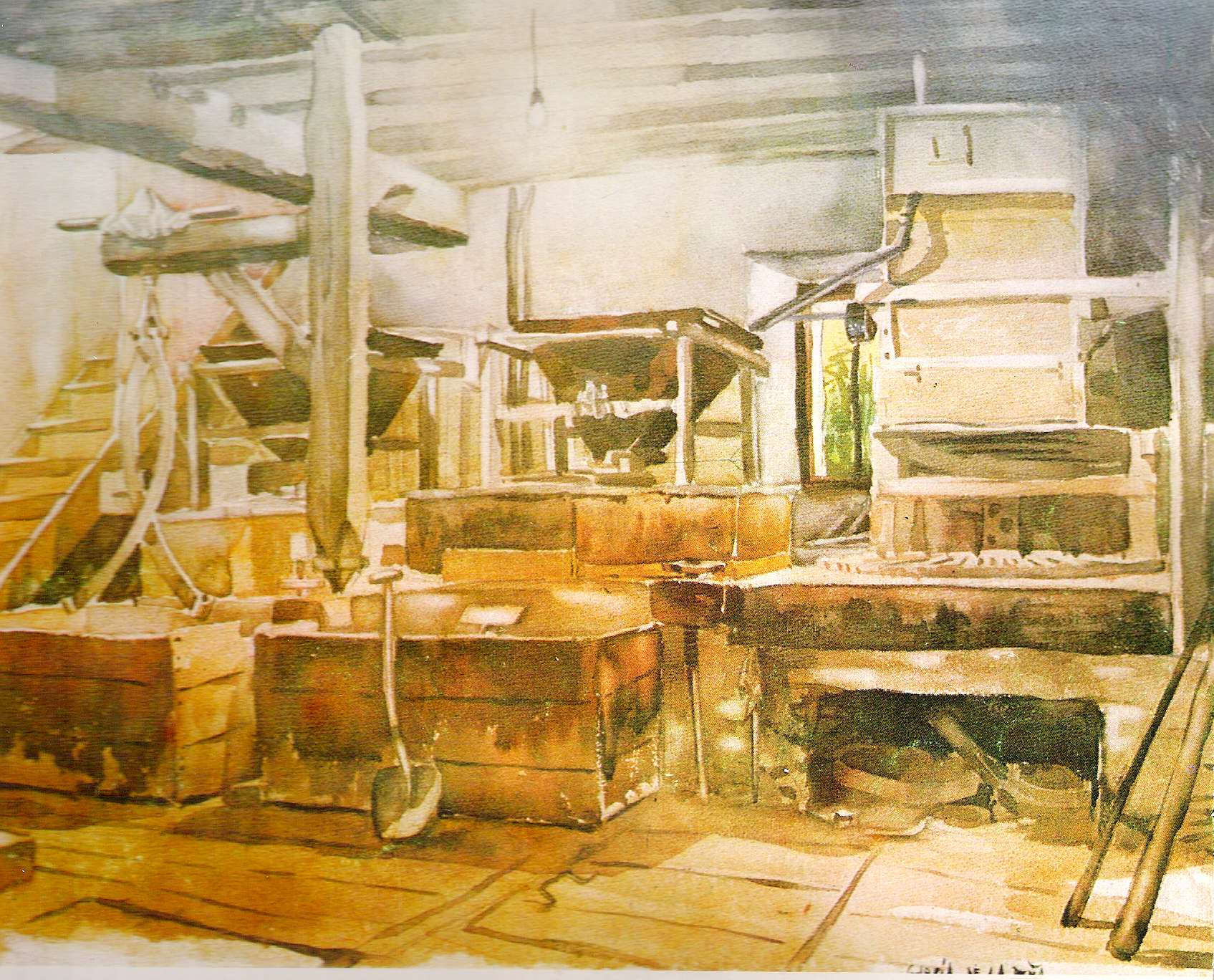
Molino viejo de Arive, Navarra. Acuarela 45x62

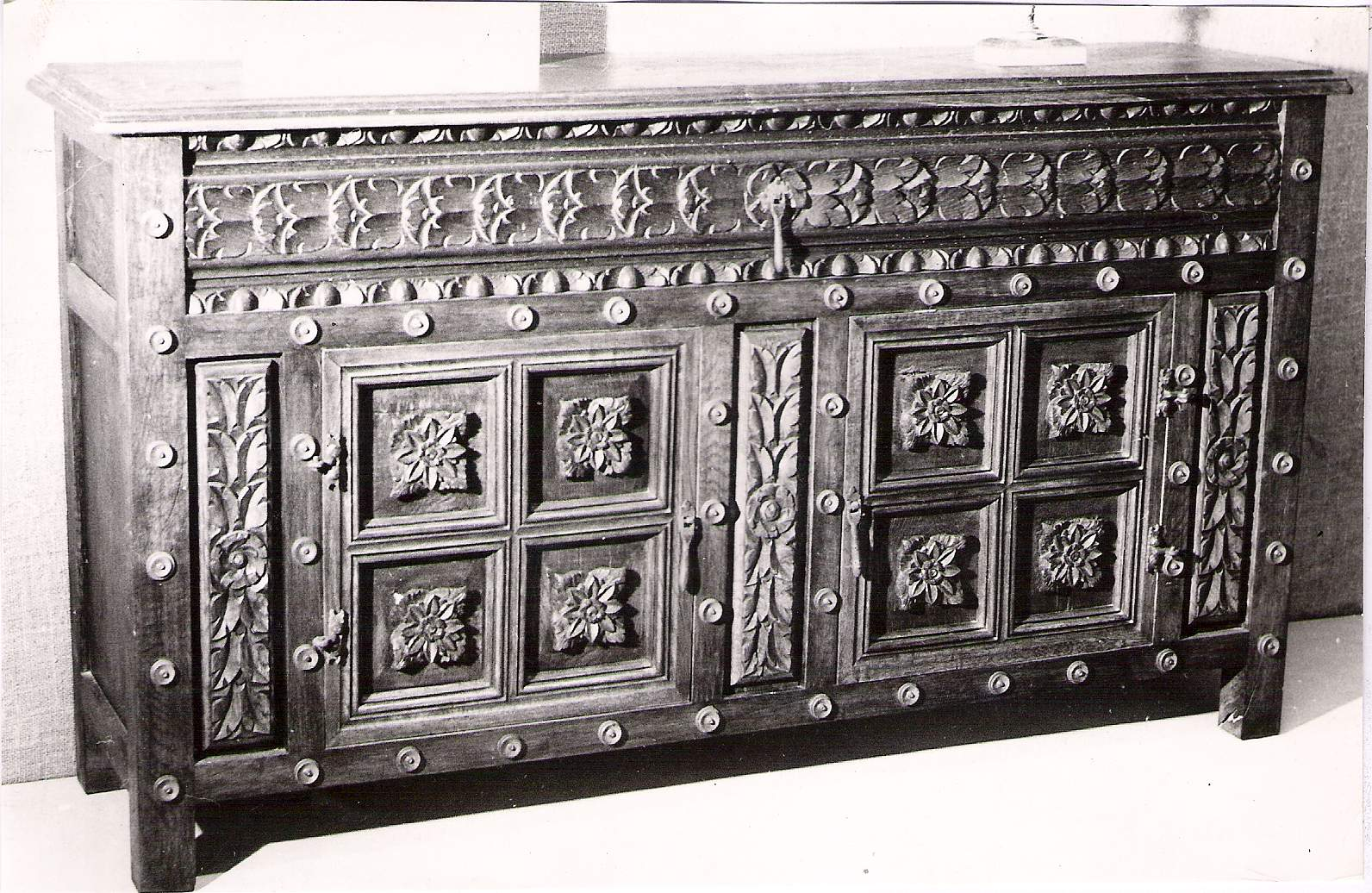
Mueble castellano King Furniture

Julio García de la Peña Oller (Pamplona, 10 de diciembre de 1926 - 27 de mayo de 2022) es un pintor de óleo y acuarela, ilustrador, diseñador de muebles y de objetos decorativos, decorador de interiores y emprendedor que ha destacado por la calidad técnica y artística de sus acuarelas y por sus bonitos diseños de muebles, lámparas y objetos de arte castellano, realizados con madera de construcciones antiguas con herrajes de forja que resultaban difíciles de distinguir por un ojo experto en muebles auténticos del S XV.

## Inicios
García de la Peña inició su andadura en el mundo del arte en su juventud. Siendo estudiante universitario de Arquitectura, Ciencias exactas y Químicas comenzó sus exposiciones en 1946.  Desde esta fecha y hasta 1955 oculta su firma bajo el pseudónimo Paqfanjul (Pilar, su madre; Aquilino, su padre; Fabiola, su entonces novia y la que es el amor de su vida, su actual esposa; Navarra, la tierra que tanto ha querido y Julio, su nombre, en último lugar). En esa época inicia también trabajos de ilustraciones en revistas como “El Hogar y la Moda”, “Lecturas”, “Diana” y “Pregón”.

## Un hombre inquieto dedicado al arte y al emprendimiento
Desde un principio se siente atraído por la belleza en sus diferentes formas de expresión. Si en 1955 presenta en la Sala Ibáñez de Pamplona sus primeras acuarelas, durante esa década y la siguiente realizará varias exposiciones individuales además de en su ciudad natal en Madrid (Club SXXI), Barcelona, Bilbao, Zaragoza, Vitoria, Jerez y Ronda y comenzará en Pamplona varias iniciativas empresariales: Julius, Fantasía y King Furniture.
García de la Peña ha sido siempre un hombre inquieto adelantado a su tiempo. Fantasía fue la primera tienda de decoración en abrirse en la ciudad y supuso el embrión de sus siguientes aventuras empresariales. Todavía se recuerda en Pamplona el primer aparato de televisión que trajo a su tienda Fantasía y a las pruebas que realizó con diversos técnicos para intentar captar la señales de la televisión francesa, ya que Televisión Española todavía no había comenzado sus emisiones. También fue dicha tienda la primera en vender equipos estereofónicos de sonido en Pamplona. Más adelante también instaló la primera fotocopiadora-reductora de la ciudad. Hombre con una gran personalidad derivada de su genial creatividad, le lleva a no pasar desapercibido. Anecdóticamente, todavía está retenido en la memoria de los pamploneses el Ford Mustang de 1971 y los perros Alaskan Malamute que trajo consigo a su regreso de Canadá.
En 1960, King Furniture supuso su entrada en el mundo industrial. Esta fábrica, diseñó y fabricó muebles de madera y forja para clientes tan prestigiosos como el actor Anthony Queen y el prestigioso Oftalmólogo afincado en Nueva York, Dr. Castroviejo entre otros. Sus muebles y proyectos de interiorismo decoraron el Edificio Central, los Colegios Mayores Belagua, Goimendi, Goroabe y Escuela de Ingenieros Industriales de San Sebastián pertenecientes a la Universidad de Navarra, el Instituto Zalima de Córdoba, junto a numerosas casas particulares en España y en el extranjero.

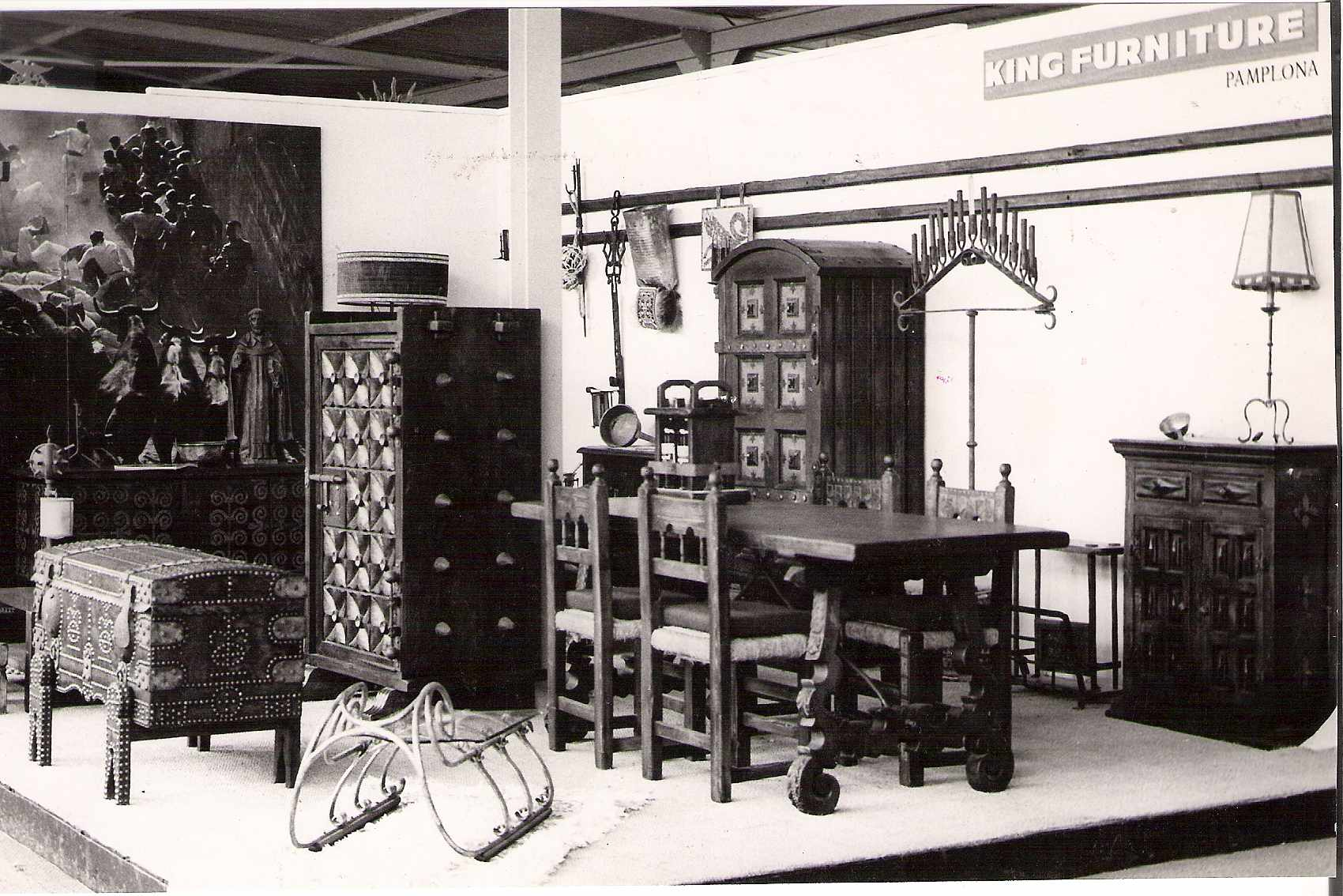
Stand King Furniture en exposición internacional de Burdeos, Francia

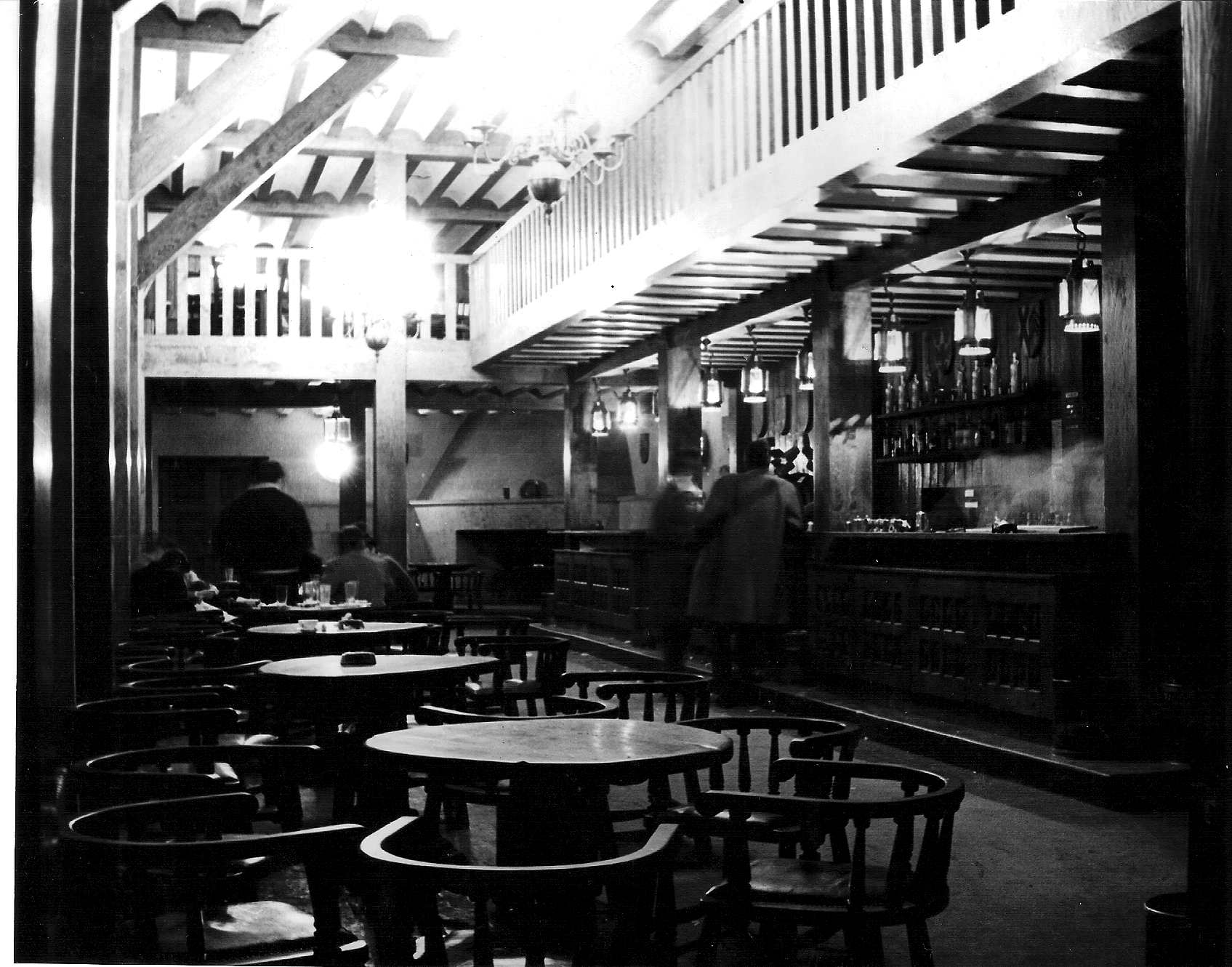
Bar Cafetería Edificio Central Universidad de Navarra

Participó en Ferias de mobiliario internacionales como Burdeos, París y Nueva York, donde sus diseños cautivaron a los visitantes por su esmerado detalle y belleza que les hacían parecer piezas auténticas de estilo rústico-medieval español.

## Canadá
Al igual que en otros inmortales artistas españoles, su espíritu inquieto y su afán de conocer nuevas inspiraciones artísticas le llevó a trasladarse al extranjero. En 1967 se desplazó a Montreal, Canadá con su familia.

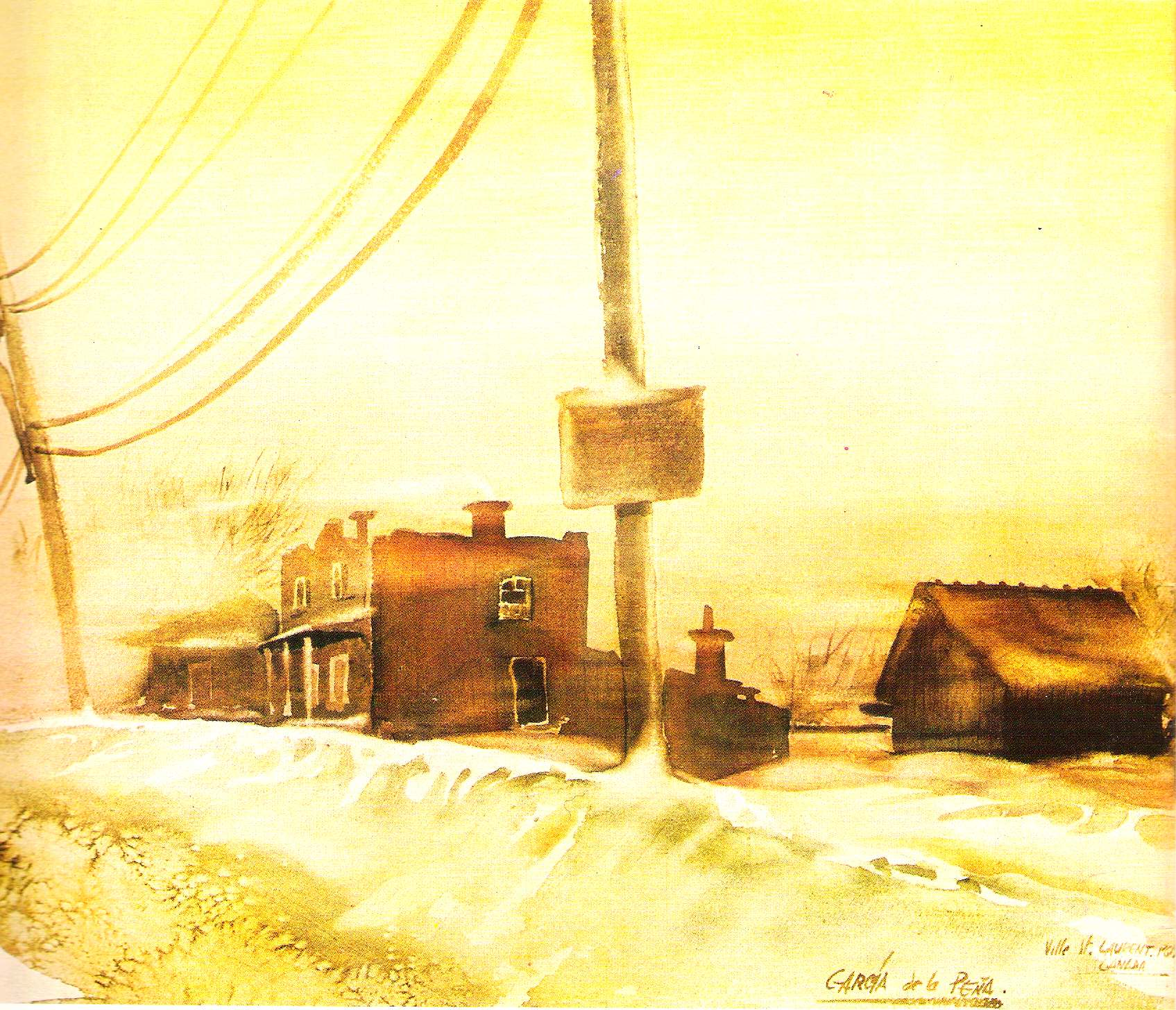
Ventisca de nieve en Ville St Laurent, Canadá. Acuarela 33x41

En ese país revalida su formación autodidacta diplomándose como Decorador Proyectista e Interiorista en la École des Décorateurs Ensambliers de Québec en 1967.
Además de su actividad como Pintor e Ilustrador (Taxidermia de Leonardo Facchin, editorial HRW de Montreal, revistas: Québec Chasse et Peche, Vie Et Carriere, Sapnish Home y Rastro Internacional, todas ellas de Montreal) que le llevó a ser entrevistado en varias ocasiones en la TV de Quebec, desarrolla una actividad docente como Profesor de la Escuela de Formación de Maestros Ville Marie de Montreal, donde formó a futuros profesores en materias como Arte plástica, Diseño y Perspectiva, orientada a la creación de productos industriales, a la arquitectura e interiorismo, al dibujo publicitario y a la artesanía. En dicha Escuela recibió un bonito acto de reconocimiento a su trabajo al dejarla.
Su espíritu inquieto y entregado a los demás, le llevó a liderar una iniciativa de formación en artesanía y fabricación de muebles a los indios de la reserva de Caughnawaga, donde impartió clases y donó las herramientas necesarias para poner en marcha el taller.

## Retorno a su tierra
En 1973 decide regresar a España y siguiendo con su carácter innovador abre las puertas de la primera galería de arte privada de Pamplona sita en la Plaza del Conde de Rodezno 3, La Galería de Arte García de la Peña.

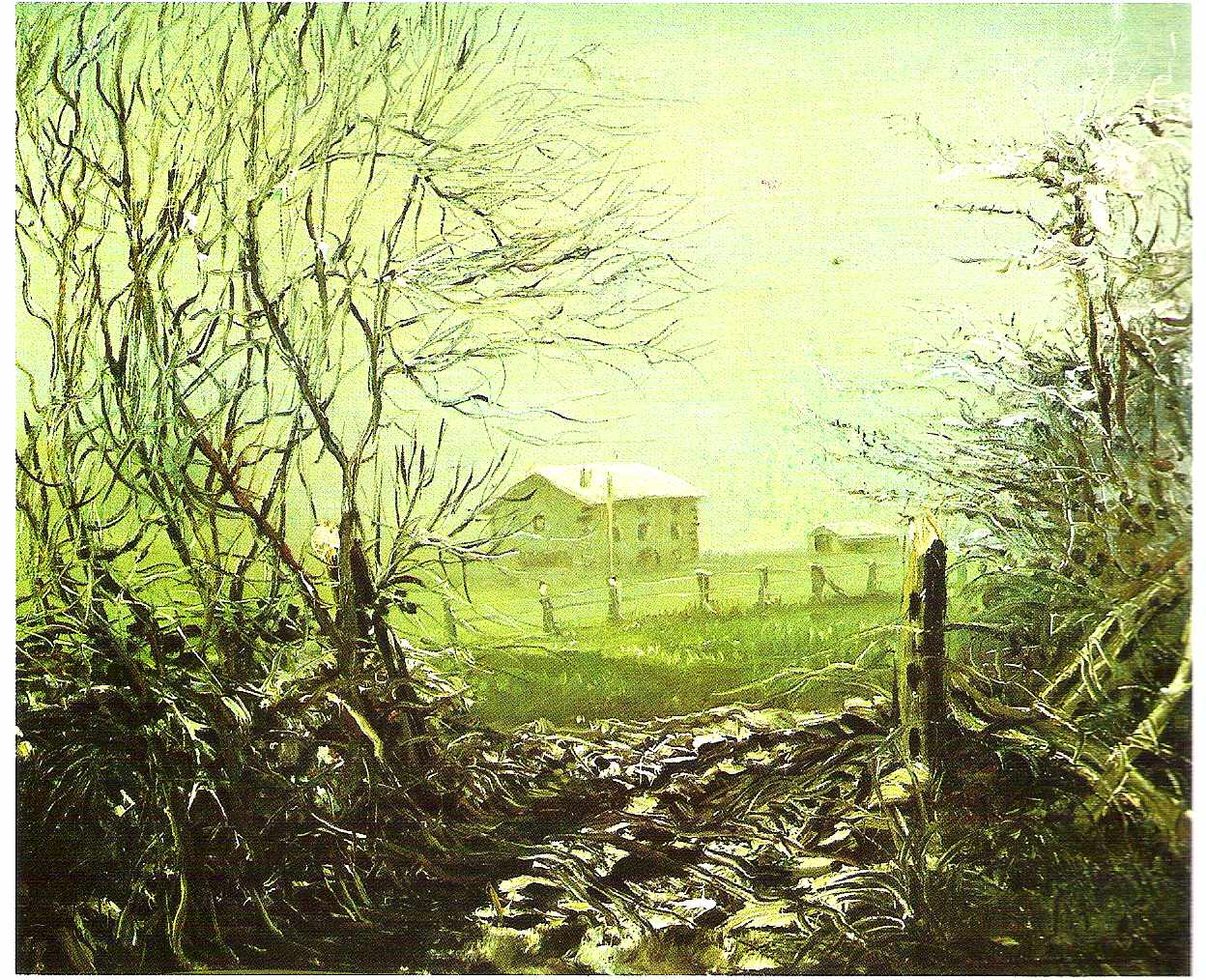
Paisaje de nieve en Esain, Navarra. Óleo 40x50

Hasta 1978, fecha en la que traslada su residencia al sur de España, pasan por su galería en exposiciones individuales itinerantes pintores nacionales y extranjeros de renombre como: Pacheco, Frank Gauna, Totte Mannes, Joan Crispinera, Eustaquio Segrelles o Dulce H de Beatriz entre otros.
Siguiendo su espíritu emprendedor, realiza las primeras subastas de arte entre el público de Pamplona, abre una biblioteca para consultar sin ánimo de lucro sus numerosos volúmenes sobre arte y crea una sección de obra clásica en el Fondo de Arte de la Galería, con pintura y escultura de artistas tan renombrados como: Houdon (escultor de Napoleón, Diderot, Voltaire y otros famosos de la época), Eugene Lepoittevin (medalla de plata en Roma 1829), José Armet & William Watson, Basset, Emile Carlier (medalla de oro Exposición Universal de París de 1889) entre otros.
En 1975 realiza una exposición itinerante con parte de las obras del Fondo de Arte denominada “Cien años de Pintura y escultura” en Pamplona, Bilbao (Hotel Carlton) y Zarauz con notable éxito

## Marbella
En 1978 decide trasladarse con su familia a Marbella atraído por las oportunidades de negocio dentro del mundo del arte que ofrecía la pujante actividad de decoraciones y venta de cuadros y esculturas, derivadas del establecimiento de grandes fortunas en la Costa del Sol.
Abre el establecimiento “London” en Marbella desde el que desarrolla su actividad de decorador y galerista.
En esta época lleva a cabo renovaciones y decoraciones destacadas que incluso sirvieron de escenario para el cine, siendo la mansión del jeque protagonista de la película “Marbella, un golpe de cinco estrellas” de 1985 una de sus obras.

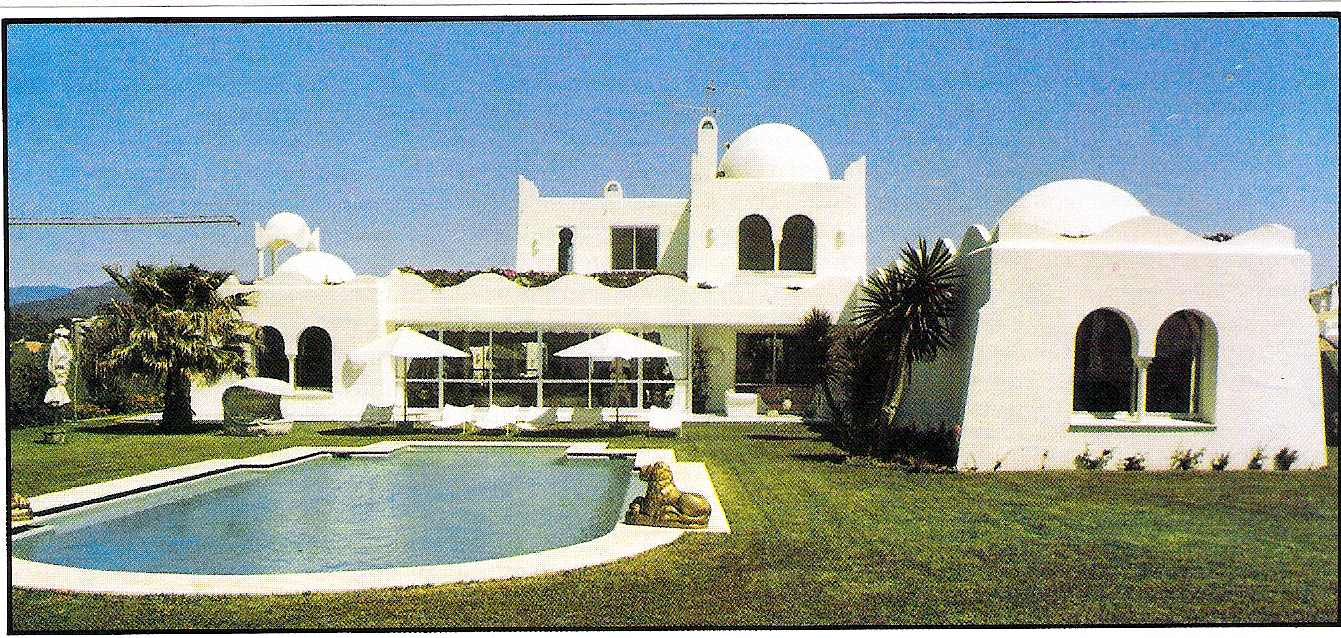
Mansión en Urbanización Guadalmina, Marbella

Compaginó su actividad artística con la docencia, siendo profesor de bellas artes, diseño y perspectiva en Marbella.

## Su arte
Luis de Castresana resume en las siguientes frases de su introducción en el capítulo dedicado al artista en La Gran Enciclopedia Vasca de forma brillante el modo de hacer arte de Julio García de la Peña:
“Julio García de la Peña pone en todo su palpitación personal, su sello: eso que llamamos “estilo” y que es en definitiva, la huella digital que el verdadero creador imprime en su obra. Es siempre él con su individualidad, con un no sé qué de intensamente personal e inconfundible en su modo de realizar la obra de arte. Su sensibilidad y su dominio técnico le permiten plasmar en toda su profunda substancialidad emociones y motivos pictóricos de los más diversos matices y sugerencias: paisajes al óleo con materias de magnífico empaste, de pincelada rica y jugosa: acuarelas que son a veces como una palpitación rápida y emocional, leves y sugerentes como una música, como una brisa…

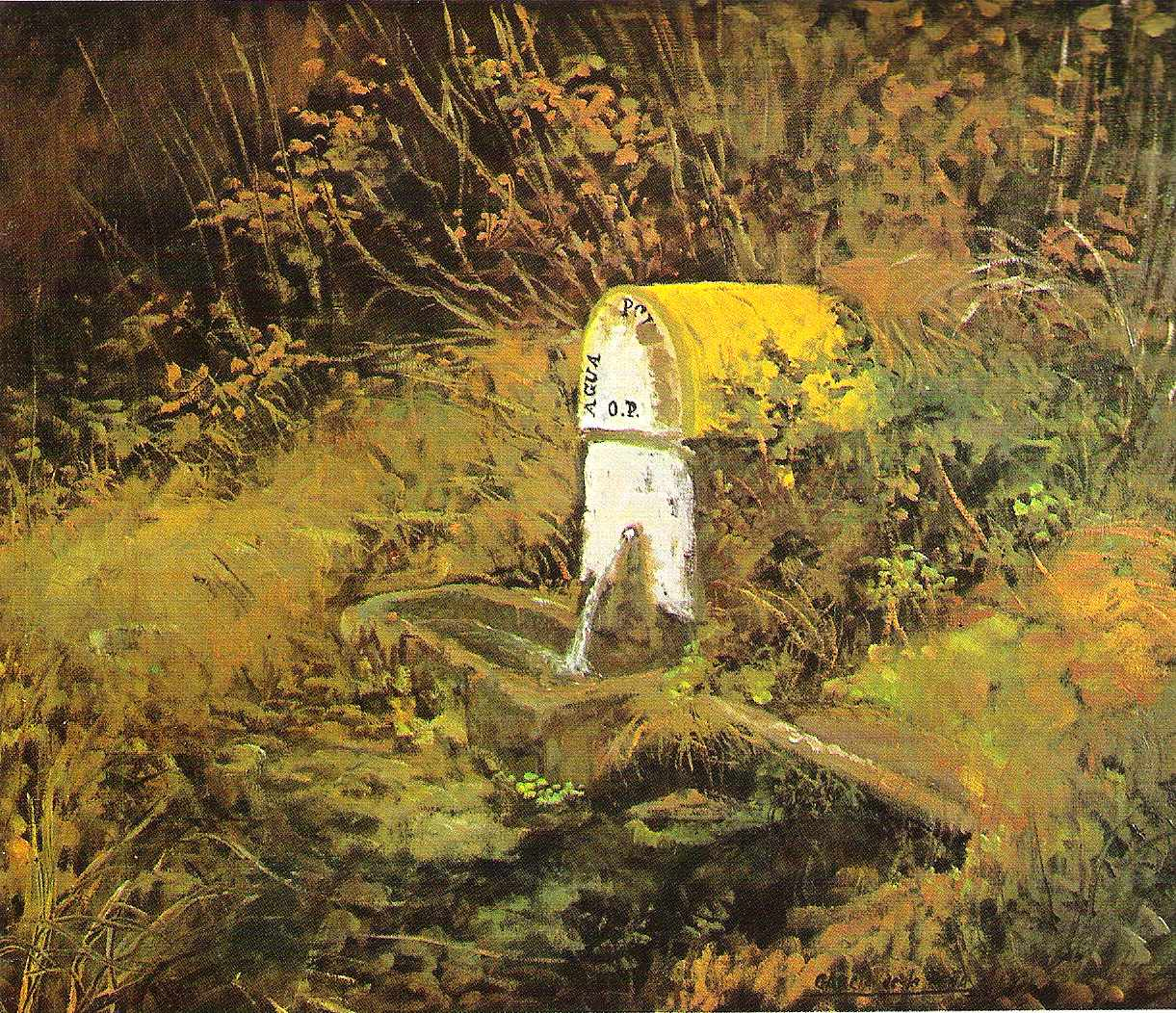
La fuente. Vega de Pas, óleo 52x72, Santander

Destaca por una pintura que se orienta en dos direcciones –óleo y acuarela- con una ambivalencia idealista y realista propia de un soñador que busca nuevos horizontes donde inspirarse. Si su óleo es jugoso, de buen empaste y materia rica, su acuarela es fresca, limpia y espontánea, a un tiempo expresiva y delicada. Apoyándose en el dominio de las técnicas, sus representaciones van evolucionando hacia la depuración expresiva próxima a una abstracción ligada a un estado emocional en contacto con la naturaleza, su fuente primordial de inspiración siendo la veladura su recurso más personal como acuarelista, para plasmar luces transitorias y cualidades muy sugerentes, comparables con al fluencia musical o la espiritualidad oriental. Destacan en su obra los paisajes y poblaciones del norte de España y del Canadá.
García de la Peña es un pintor hecho y derecho, entero y verdadero.”''

## Homenaje de su ciudad
Julio García de la Peña recibió el reconocimiento de su ciudad natal Pamplona en su 88 cumpleaños, el 10 de diciembre de 2014 de la mano de su alcalde D. Enrique Maya y rodeado de su familia.

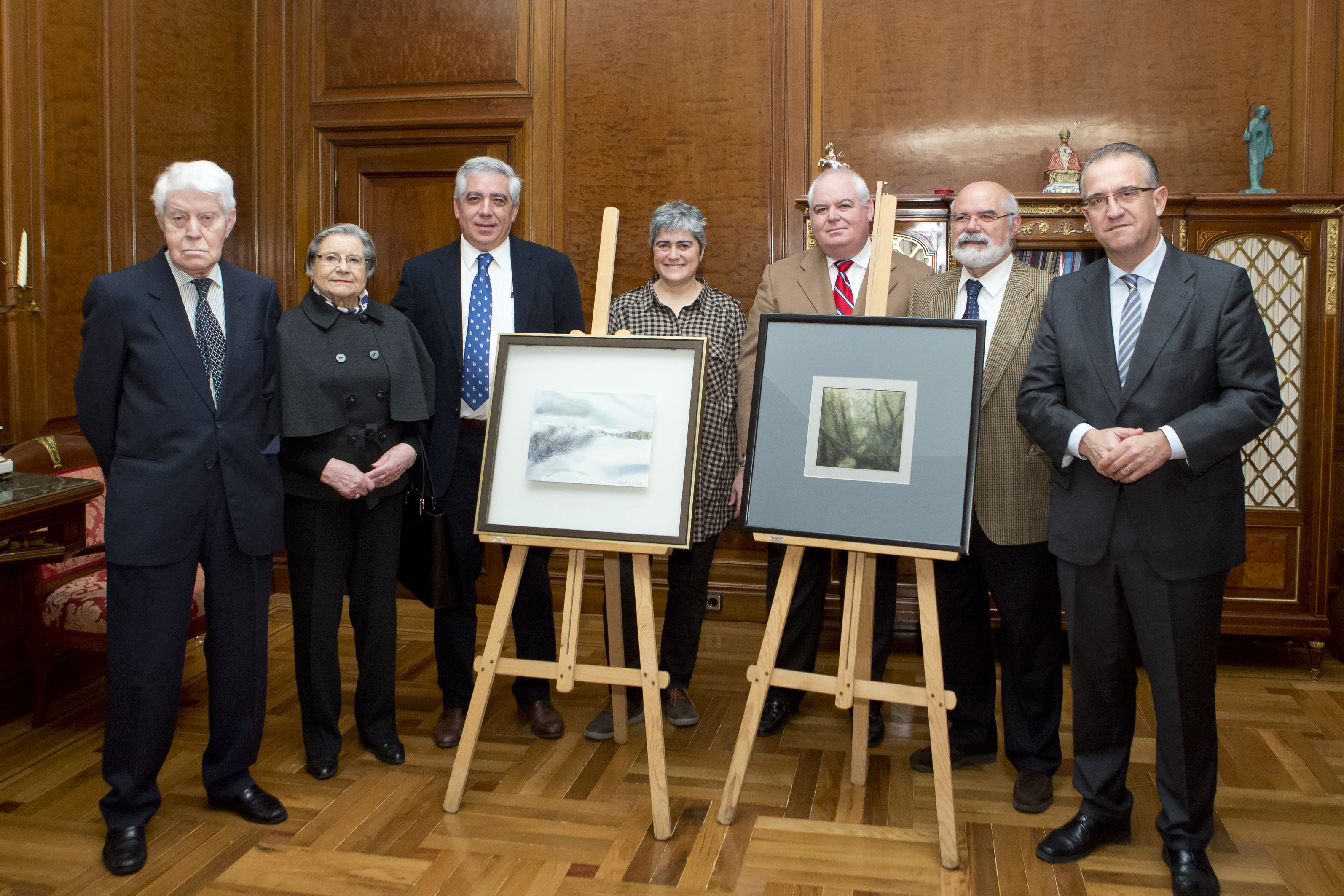
Homenaje Ayuntamiento de Pamplona

El reconocimiento fue recogido por los medios de comunicación, en el acto se destacó su espíritu emprendedor y creativo siempre impregnado de su sensibilidad artística y se le hizo entrega de una placa conmemorativa con la fachada del ayuntamiento de Pamplona.